# آزالیا ۱۰۵۶

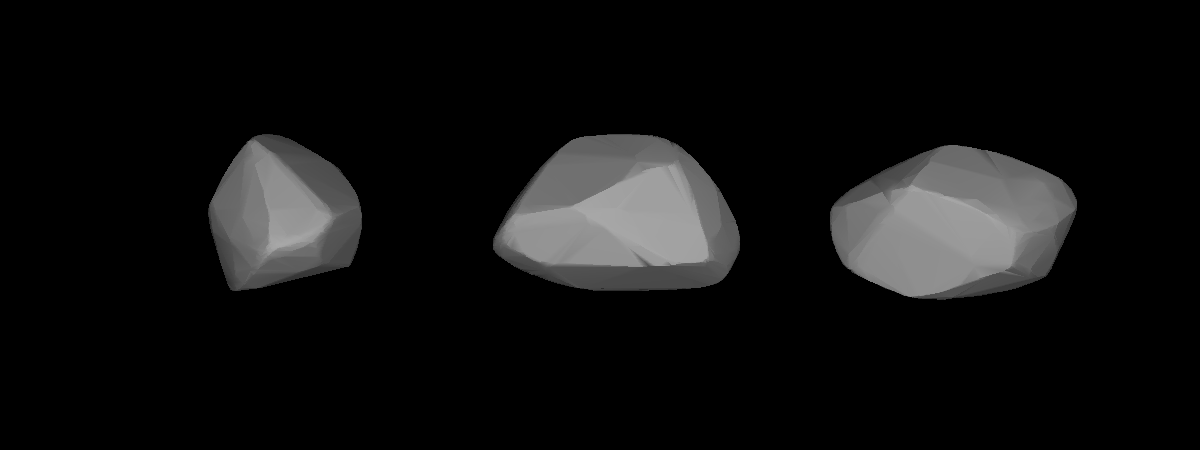
مدل سه‌بُعدی سیارک آزالیا ۱۰۵۶ بر اساس منحنی نور آن

سیارک ۱۰۵۶ (به انگلیسی: 1056 Azalea، نامگذاری:1924QD) هزار و پنجاه و ششمین سیارک کشف شده‌است که در ۳۱ ژانویه ۱۹۲۴ و در هایدلبرگ کشف شد.
قدر مطلق سیارک برابر ۱۱٫۷۰ است.